# Richard Luppes
Richard Luppes (Hoogeveen, 27 maart 1968) is een voormalig Nederlands wielrenner. Tot zijn grootste successen behoren een tweede plek op het WK wegwielrennen voor junioren (1986) en een overwinning in de Ronde van Drenthe in 1987.

## Erelijst

### 1986
- 3e eindklassement Tour de l'Abitibi, juniorenwedstrijd (Canada)
- 3e in Proloog Vöslauer Jugend Tour Oostenrijk
- 3e in 5e etappe Vöslauer Jugend Tour, Oostenrijk
- 2e in Wereldkampioenschap op de weg, Junioren, Casablanca (Grand Casablanca), Marokko

### 1987
- 1e in Tijdrit Velddriel, Nederland
- 1e in Ronde van Drenthe, Nederland
- 3e in Proloog Olympia's Tour door Nederland, Nederland

### 1989
- 1e in 1e etappe Wielerweekend Zeeuws-Vlaanderen, Nederland
- 1e in 1e etappe Westfriese Dorpenomloop, Nederland
- 1e in Eindklassement Westfriese Dorpenomloop, Nederland
- 1e in Ronde van Limburg, Nederland